# Finska mästerskapet i bandy 1945
Finska mästerskapet i bandy 1945 innebar en återgång till seriespelet, som genomförts före krigsåren. 20 lag deltog, och delades in i fyra grupper, där vinnarna gick till slutspel. Dessutom spelades en AIF-turnering.

## Mästerskapsserien

### Södergrupp 1
| Lag                    | Spelade | Vinster | Oavgjorda | Förluster | Målskillnad | Poäng | HIFK | HJK | I-Kis | KIF  | TuPy |
| ---------------------- | ------- | ------- | --------- | --------- | ----------- | ----- | ---- | --- | ----- | ---- | ---- |
| IFK Helsingfors        | 4       | 3       | 1         | 0         | 24-8        | 7     |      | 6-1 | 3-3   | 10-2 | 5-2  |
| HJK                    | 4       | 3       | 0         | 1         | 16-11       | 6     |      |     | 5-2   | 6-0  | 4-3  |
| Tampereen Ilves-Kissat | 4       | 2       | 1         | 1         | 27-8        | 5     |      |     |       | 15-0 | 7-0  |
| Kronohagens IF         | 4       | 1       | 0         | 3         | 7-32        | 2     |      |     |       |      | 5-1  |
| Turun Pyrkivä          | 4       | 0       | 0         | 4         | 6-21        | 0     |      |     |       |      |      |

### Södergrupp 2
| Lag                          | Spelade | Vinster | Oavgjorda | Förluster | Målskillnad | Poäng | Hukat | Sudet | VT  | PA  | LUM  |
| ---------------------------- | ------- | ------- | --------- | --------- | ----------- | ----- | ----- | ----- | --- | --- | ---- |
| Hukat                        | 4       | 4       | 0         | 0         | 26-12       | 8     |       | 6-3   | 3-2 | 5-2 | 12-5 |
| Viipurin Sudet               | 4       | 3       | 0         | 1         | 24-15       | 6     |       |       | 5-4 | 8-3 | 8-2  |
| Viipurin Toverit             | 4       | 1       | 1         | 2         | 14-13       | 3     |       |       |     | 3-3 | 5-2  |
| Borgå Akilles                | 4       | 1       | 1         | 2         | 15-19       | 3     |       |       |     |     | 7-3  |
| Lappeenrannan Urheilu-Miehet | 4       | 0       | 0         | 4         | 12-32       | 0     |       |       |     |     |      |

### Östra gruppen
| Lag                           | Spelade | Vinster | Oavgjorda | Förluster | Målskillnad | Poäng | WP35 | JoPS | VPP | YVPS | VTP |
| ----------------------------- | ------- | ------- | --------- | --------- | ----------- | ----- | ---- | ---- | --- | ---- | --- |
| Warkauden Pallo -35           | 4       | 4       | 0         | 0         | 24-2        | 8     |      | 4-0  | 3-1 | 9-0  | 8-1 |
| Joensuun Palloseura           | 4       | 2       | 0         | 2         | 13-14       | 4     |      |      | 5-2 | 3-5  | 5-3 |
| Varkauden Pallo-Pojat         | 4       | 2       | 0         | 2         | 6-9         | 4     |      |      |     | 2-1  | 1-0 |
| Ylä-Vuoksen Palloseura        | 4       | 2       | 0         | 2         | 12-17       | 4     |      |      |     |      | 6-3 |
| Varkauden Työväen Palloilijat | 4       | 0       | 0         | 4         | 7-20        | 0     |      |      |     |      |     |

### Norra gruppen
| Lag               | Spelade | Vinster | Oavgjorda | Förluster | Målskillnad | Poäng | OPS | VIFK | VPS | OLS | Into |
| ----------------- | ------- | ------- | --------- | --------- | ----------- | ----- | --- | ---- | --- | --- | ---- |
| OPS               | 4       | 4       | 0         | 0         | 22-3        | 8     |     | 3-1  | 5-1 | 4-1 | 10-0 |
| IFK Vasa          | 4       | 3       | 0         | 1         | 27-6        | 6     |     |      | 5-2 | 3-1 | 18-0 |
| VPS               | 4       | 2       | 0         | 2         | 16-11       | 4     |     |      |     | 5-1 | 8-0  |
| OLS               | 4       | 1       | 0         | 3         | 22-12       | 2     |     |      |     |     | 19-0 |
| Pietarsaaren Into | 4       | 0       | 0         | 4         | 0-55        | 0     |     |      |     |     |      |

Jumbon Lappeenrannan Urheilu-Miehet blev kvar i Mästerskapsserien efter att ha vunnit kvalet i december 1945 mot Mikkelin Palloilijat med 14-0.

## Slutspel

### Semifinaler
| Lag 1               | Resultat | Lag 2 |
| ------------------- | -------- | ----- |
| IFK Helsingfors     | 0–3      | OPS   |
| Warkauden Pallo -35 | 5–3      | Hukat |

### Match om tredje pris
| Lag 1 | Resultat | Lag 2           |
| ----- | -------- | --------------- |
| Hukat | 5–6      | IFK Helsingfors |

### Final
| Lag 1 | Resultat | Lag 2               |
| ----- | -------- | ------------------- |
| OPS   | 1–4      | Warkauden Pallo -35 |

## Slutställning
| Placering | Lag                 |
| --------- | ------------------- |
| 1.        | Warkauden Pallo -35 |
| 2.        | OPS                 |
| 3.        | IFK Helsingfors     |
| 4.        | Hukat               |

## Finlandsserien
Vidare till slutomgången gick Helsingin Palloseura, Kuopion Pallo-Toverit och Porin Kärpät. Utöver dessa gick Rauman Iirot till Mästerskapsserien, vilka endast förlorade mot AIF-laget Viipurin Toverit, Turun Pyrkivä, Pietarsaaren Into och Varkauden Työväen Palloilijat.

## AIF-final
| Lag 1         | Resultat | Lag 2                         |
| ------------- | -------- | ----------------------------- |
| Turun Pyrkivä | 3–1      | Varkauden Työväen Palloilijat |